# Nilgiri tahr
A nilgiri tahr (Nilgiritragus hylocrius) az emlősök (Mammalia) osztályának párosujjú patások (Artiodactyla) rendjébe, ezen belül a tülkösszarvúak (Bovidae) családjába és a kecskeformák (Caprinae) alcsaládjába tartozó faj.
Nemének az egyetlen faja.

## Rendszertani besorolása
Az ománi arab tahrt (Arabitragus jayakari) és az indiai nilgiri tahrt (Nilgiritragus hylocrius) korábban a sörényes tahrral együtt a Hemitragus emlősnembe sorolták. Manapság viszont a két előbbi faj külön-külön nembe került át. Nevét az egyik populációjának otthont adó Nilgiri-hegységről kapta.

## Előfordulása
Kizárólag Dél-India területén, a Nyugati-Ghátok hegyvonulatának déli részén, Kerala és Tamilnádu államok határvidékén él. Régebben északabbra, a Kerala és Karnátaka határán fekvő Brahmagiri dombvidékén is előfordult. Élőhelyéül fű borította dombok, magas szirtek és nyílt területek szolgálnak 1200-2600 méteres tengerszint feletti magasságon, rendszerint a fahatár felett; a hegyi tűlevelű erdőségektől távol tartja magát.

## Megjelenése

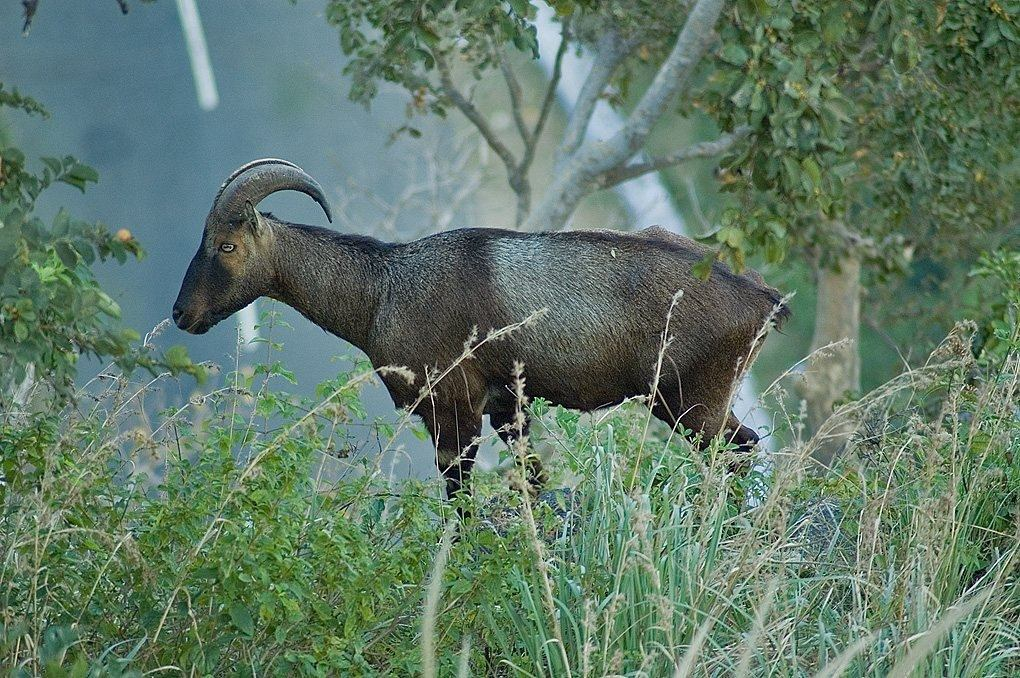
Ezüstös hátmintázatú, kifejlett tahrbak

A zömök, kecskeszerű nilgiri tahrra erőteljes nemi kétalakúság jellemző, ami mind a testméretek, mind a rövid és durva szőrzet színezete terén mutatkozik. A nőstények és ivaréretlen bakok színe a sárgásbarnától a szürkéig terjed, hátuk középvonalán egy sötét csík fut végig, hasuk pedig fakóbb a test többi részénél. Az idős bakok ezzel szemben sötét csokoládébarnák vagy akár feketések is lehetnek, válluk, lábaik és nyakuk különösen sötétté válik. Színváltozásuk fokozatosan megy végbe: kétéves korban kezdődik, és körülbelül négy év alatt zajlik le. A hátrészen ötéves koruk körül egy nyeregre emlékeztető világosabb folt jelenik meg, ami az évek folyamán tovább világosodik, és körülbelül nyolcéves korra jól láthatóan ezüstös árnyalatúvá válik.
A fej mintázata is eltér a nemeknél: a nőstényeké ugyanolyan színű, mint a testük, a kifejlett bakoknál viszont a fekete alapon jellegzetes mintázat figyelhető meg. Szemüket sárgásbarna gyűrű veszi körül, és hasonló színű folt van szemük mögött is, a pofa két oldalán pedig ezüst színű sáv fut az orr felé. A szarvaltság mindkét nemre jellemző: a szarvak viszonylag rövidek, és lefelé hajlanak. Külső felszínük átlósan erősen recés, belső részük viszont majdnem teljesen sima. A nőstények szarvai kisebbek és vékonyabbak a bakokéinál: a feljegyzett rekord nőstényeknél 35,6 centiméter (általában nem haladja meg a 30 centimétert), hímeknél 44,5 centiméter.
A három tahrfaj közül a nilgiri tahr a legtermetesebb: a bakok 80-100 kilogrammot nyomnak, marmagasságuk 1-1,1 méter, testhosszuk pedig 1,4-1,5 méter. A nőstények jóval kisebbek (testtömegük 50 kilogramm körüli, marmagasságuk
60-80 centiméter, teljes hosszuk pedig 90-110 centiméter körül mozog).

## Életmódja
A párzási időszakot leszámítva a bakok és a nőstények elkülönülve élnek, de vegyes csordákra is ismerünk példákat. A hímek agglegénycsordái foglalják el az alacsonyabb fekvésű, jobb legelőket, ahol erőt gyűjtenek a párzási időszakban rájuk váró erőpróbához, míg a nőstények és kölykeik a védettebb, magasabb régiókban élnek. A csordák mérete rendkívül változékony, hattól akár százötven tahrig is terjedhet, de a csoportok leggyakrabban 11-71 állatot tömörítenek. A bakcsordák gyakran változtatják helyzetüket, a nőstények inkább kötődnek bizonyos helyekhez.
Táplálékukat különböző fűfélék és cserjék képezik. Alapvetően reggel és kora este legelnek, a nap legmelegebb óráiban a magasabban fekvő szirtek között keresnek árnyékos pihenőhelyet. Pihenés közben egy-két állat mindig őrt áll, és a közelgő veszélyt horkantással vagy füttyel jelzi társainak. Elsősorban a leopárdok, tigrisek, szürke farkasok és ázsiai vadkutyák jelentenek rá veszélyt.

## Szaporodása

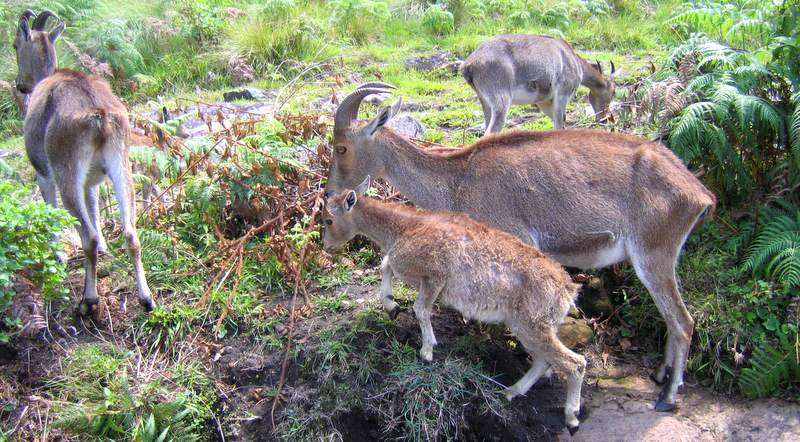
Tahrnőstény gidájával

A párzási idény a monszunesőkkel párhuzamosan, július végén érkezik el, és nagyjából két hónapig tart. Ilyenkor az udvarló hímek vizeletükkel nedvesítik be magukat, szarvaikat pedig sárral és növényekkel ékesítik fel. Az egyazon nőstényért versengő bakok között összecsapásokra is sor kerül, bár a méret és a kor alapján kialakuló hierarchia miatt ezek csak ritkán tartanak sokáig. A fizikai kontaktust rituális mozdulatsor előzi meg: a rivális bakok ilyenkor lehajtják fejüket, ívbe feszítik a hátukat, miközben merev lábtartással sétálnak fel-alá. Amennyiben így sem futamodik meg egyikük, a küzdelemre többféle helyzetben kerülhet sor: van, hogy szemtől szembe vagy egymás mellett állva szarvaikkal párbajoznak, olykor egymással párhuzamosan elhelyezkedve a másik oldalát és farát döfködik. Ez utóbbi veszélyes sérülésekkel, sőt halállal is járhat.
A győztes bak által megtermékenyített nőstény vemhessége körülbelül fél évig tart, végeztével rendszerint egy, ritkán két gida jön a világra. A nőstény féltőn óvja kicsinyét, még a csorda más tagjait is fenyegető testhelyzettel tartja távol utódjától. A gida körülbelül két hónapos koráig az aljnövényzetben rejtőzve fekszik, míg anyja a közelben legel. A szoptatás rendszerint négy, olykor hat hónapig tart. A fiatal tahrok 2-3 évesen érik el ivarérettségüket, bár fogságban hamarabb is sor kerülhet vemhességre és ellésre. A nilgiri tahr akár kilenc évig is élhet, de a vadonban átlagosan 3-3,5 év az élettartama.

## Természetvédelmi helyzete
A nilgiri tahrok állománya becslések szerint 1800-2000 példányt számlál, noha az 1980-as évekig 2000-2500 közöttire becsülték számukat, élőhelyük pedig az eredeti terület alig tíz százalékára csökkent. Számuk megfogyatkozásáért egyrészt élőhelyük felaprózódása és beszűkülése, másrészt az orvvadászat tehető felelőssé. Ez utóbbi a védett területeken is gyakori, ennek tudható be, hogy a különféle rezervátumokban és parkokban élő tahrok állománya is csökkenőben van. Az oltalom alá nem eső területeken a túllegeltetés és az ennek nyomán a faj preferált tápláléknövényeit felváltó invazív növények terjedése jelent komoly problémát. Nehezíti a helyzetet, hogy a tahrok nem egybefüggő területen élnek. Hegységi faj lévén a nilgiri tahr populációi feltehetően sosem értek össze, mindazonáltal az emberi tevékenység fokozza az izolációt, ami megkönnyíti az egyes állományok helyi kipusztulását.
Az 1972-ben hozott indiai vadvédelmi törvény teljeskörű védelmet biztosít a nilgiri tahrnak, azonban betartatására ritkán kerül sor. Az idők folyamán a tahrok élőhelyén több nemzeti park, rezervátum és más vadoltalmi terület jött létre, ami kulcsfontosságú a faj védelmében. A különféle indiai természetvédelmi szervek és társaságok szerint elengedhetetlen a tahrok állandó megfigyelése, illetve javasolják egy kifejezetten tahrvédelmi célokat szolgáló bioszféra-rezervátum létrehozását, továbbá a visszatelepítési lehetőségek számba vételét.